# Liga Paranaense de Fútbol
La Liga Paranaense de Fútbol (cuyas siglas son LPF) es una de las ligas regionales de fútbol de Argentina y es una entidad que aglutina y organiza la práctica deportiva del fútbol oficial en la ciudad de Paraná y alrededores.
La liga tuvo representación en los torneos de AFA gracias al club Patronato, que participó en la Primera División durante el Torneo Nacional de 1978, también entre los años 2015 y 2022, logrando un título a nivel nacional durante el recorrido. También, con el mismo club, estuvo presente de manera internacional en la Copa Libertadores 2023 y Copa Sudamericana 2023.

## Historia
La Liga Paranaense de Fútbol, fundada el 24 de abril de 1942, funciona en su edificio propio de calle Córdoba 53 de la ciudad de Paraná, Entre Ríos.
La comisión directiva actual de está entidad, que agrupa a la totalidad de instituciones que practican fútbol Federado en la ciudad de Paraná, Crespo, San Benito y Oro Verde, se encuentra conformada por: 1 Presidente - 1 Vicepresidente Primero - 1 Vicepresidente Segundo - 1 Secretario General y 1 Tesorero.
El primer presidente de la Liga fue el doctor Francisco "Pancho" Perette, quien se mantuvo al frente por un lapso de más de 50 años, solamente interrumpido por un corto tiempo de 1 año, en que ejerció la presidencia de la Asociación del Fútbol Argentino (AFA). Lo sucedió al doctor Perette el escribano Salvador Spoturno, quien fue vicepresidente primero del Consejo Federal de Fútbol.
El doctor Hugo Molina fue el tercer presidente en la historia de la Liga, habiendo asumido su primer mandato el 7 de marzo de 1997.
En Asamblea General Ordinaria efectuada el 9 de febrero de 2006, el doctor Hugo Alberto Molina fue reelecto e inició su tercer mandato consecutivo, acompañado en los cargos de la mesa directiva, por los señores Juan Carlos Mosqueda, Julio Guadalberto Goyeneche y Cesar Vicente Galván, como vicepresidente primero, secretario y tesorero, respectivamente.
El Club Atlético Patronato de la Juventud Católica es la institución afiliada con más títulos desde el primer campeonato organizado oficialmente en el año 1942.
En el año 2003 y en la localidad de San José del departamento Colón, la selección sub-15 (categoría 1988) se adjudicó el torneo entrerriano de selecciones de ligas, logrando además la clasificación para el octogonal final nacional que se disputó en la localidad de Junín, provincia de Buenos Aires.
En el año 2019 se produjo un curioso caso en el partido entre Peñarol y San Benito, se jugaban 23 minutos del segundo tiempo cuando el entrenador del equipo local, Javier Luna, decidió meter a la cancha a Santiago Flores, juvenil categoría 2004, convirtiéndose en el futbolista más joven en debutar en la primera división de la Liga Paranaense con 14 años, 2 meses y 25 días
Al suceder este hecho se rompe un record que llevaba su propio padre, Claudio Flores, por más de 25 años, cuando en el año 1994 debutó en un partido oficial ante Patronato a la edad de 14 años 6 meses y 14 días.
La Liga Paranaense de Fútbol cuenta con una organización que cobija un total de más de 6500 futbolistas en actividad, todos ellos con su correspondiente seguro de vida y cobertura médica.
Actualmente el presidente es Alejandro Schneider y el vicepresidente Pablo Ayala.

## Equipos participantes
Para la temporada 2025, se encontraban registrados 15 clubes para disputar la Primera División de fútbol:
| LPF                                                  | LPF        | LPF              | LPF                                 | LPF       |
| Equipo                                               | Ciudad     | Año de fundación | Estadio                             | Capacidad |
| ---------------------------------------------------- | ---------- | ---------------- | ----------------------------------- | --------- |
| Club Atlético Oro Verde                              | Oro Verde  | 1976             | Estadio Gustavo "Pucará" Ortellado  | 500       |
| Club Deportivo Argentino Juniors                     | Paraná     | 1942             | Club Deportivo Argentinos Juniors   | 500       |
| Atlético Neuquén Club                                | Paraná     | 1933             | Estadio Luis Renaud                 | 700       |
| Club Atlético Paraná                                 | Paraná     | 1907             | Estadio Pedro Mutio                 | 9.000     |
| Club Atlético Belgrano                               | Paraná     | 1911             | Nuevo Mondonguero                   | -         |
| Club Atlético Social Deportivo Camioneros Entre Ríos | Paraná     | 2018             | Camping de la UOM                   | -         |
| Centro de Ex-Alumnos de la Escuela Don Bosco         | Paraná     | 1938             | Estadio Dr. Julio Federik           | -         |
| Club Atlético Instituto                              | Paraná     | 1943             | Estadio Villa Uranga                | 400       |
| Club Atlético Los Toritos de Chiclana                | Paraná     | 1972             | Estadio Luis Metz                   | 400       |
| Club Atlético Palermo                                | Paraná     | 1932             | Estadio Alberto Taleb               | 500       |
| Club Atlético Patronato                              | Paraná     | 1914             | Estadio Presbítero Bartolomé Grella | 22.000    |
| Club Atlético Peñarol                                | Paraná     | 1926             | Estadio Aníbal Giusti               | -         |
| Club Sportivo Urquiza                                | Paraná     | 1926             | Estadio Oscar Vera                  | -         |
| Club Universitario Paraná                            | Paraná     | 1942             | Club Universitario Paraná           | 400       |
| Club Atlético y Social San Benito                    | San Benito | 1916             | Club Atlético y Social San Benito   | 400       |

Clubes afiliados a la Liga Paranaense que no participan del torneo de primera división.
| No participaron                                              | No participaron  | No participaron  | No participaron                       | No participaron |
| Equipo                                                       | Ciudad           | Año de fundación | Estadio                               | Capacidad       |
| ------------------------------------------------------------ | ---------------- | ---------------- | ------------------------------------- | --------------- |
| Club Atlético San Rafael                                     | Aldea San Rafael | -                | Club Atlético San Rafael              |                 |
| Asociación Civil Social y Deportiva River Paraná             | Paraná           | 2015             | -                                     | -               |
| Asociación Civil Cultural y Deportiva Boca Juniors Paraná    | Paraná           | 2020             | Sede Colonia Avellaneda y San Agustín | -               |
| Club Atlético San Miguel del Sudoeste                        | Paraná           | 1989             | Club Atlético San Miguel del Sudoeste | -               |
| Club Atlético Talleres Ministerio de Obras Publicas (CATMOP) | Paraná           | 1922             | Estadio Francisco Lombardo            | 1.000           |
| Club Taladro Asociación Civil                                | Paraná           | -                | Club Taladro Asociación Civil         |                 |
| Escuela de Fútbol Off Side                                   | Paraná           | 2019             | Escuela de Fútbol Off Side            | -               |
| River Plate (Paraná)                                         | Paraná           | -                | -                                     |                 |
| Filial de River Plate Paraná                                 | Paraná           | 1998             | -                                     | -               |
| Naranjitos Fútbol                                            | Paraná           | 2007             | Naranjitos Fútbol                     | -               |
| Club Atlético Ciclón del Sur                                 | Paraná           | 1985             | Club Atlético Ciclón del Sur          | -               |

## Clásicos
- Clásico paranaense: Patronato vs. Atlético.
- Clásico histórico o decano: Atlético vs. Belgrano.
- Clásico chico: Belgrano vs. Patronato.[2]
- Clásico popular: Peñarol vs. Urquiza.[3]
- Clásico del Sur: Palermo vs. Neuquén.[4]
- Clásico del Sudoeste: Ciclón del Sur vs. San Miguel.[5]
- Clásico Interbarrial: Toritos de Chiclana vs. Exalumnos de Don Bosco.[6]
- Clásico Interbarrial II: Instituto vs. Universitario.[7]
- Clásico del Este: Instituto vs. San Benito.[8]

## Palmarés

### Títulos por torneo
| Temporada | Liga            | Campeón                                  |
| --------- | --------------- | ---------------------------------------- |
| 1942      | Liga            | Patronato                                |
| 1943      | Liga            | Ministerio                               |
| 1944      | Liga            | Belgrano                                 |
| 1945      | Liga            | Patronato                                |
| 1946      | Liga            | Ministerio                               |
| 1947      | Liga            | Ministerio                               |
| 1948      | Liga            | Ministerio                               |
| 1949      | Liga            | Belgrano                                 |
| 1950      | Liga            | Patronato                                |
| 1951      | Liga            | Atlético Paraná                          |
| 1952      | Liga            | Universitario                            |
| 1953      | Liga            | Patronato                                |
| 1954      | Liga            | Patronato                                |
| 1955      | Liga            | Patronato                                |
| 1956      | Liga            | Atlético Paraná                          |
| 1957      | Liga            | Patronato                                |
| 1958      | Liga            | Ministerio                               |
| 1959      | Liga            | Belgrano                                 |
| 1960      | Liga            | Patronato                                |
| 1961      | Liga            | Atlético Paraná                          |
| 1962      | Liga            | Atlético Paraná                          |
| 1963      | Liga            | Atlético Paraná                          |
| 1964      | Liga            | Ministerio                               |
| 1965      | Liga            | Patronato                                |
| 1966      | Liga            | Sportivo Urquiza                         |
| 1967      | Liga            | Peñarol                                  |
| 1968      | Liga            | Patronato                                |
| 1969      | Liga            | Patronato                                |
| 1970      | Liga            | Belgrano                                 |
| 1971      | Liga            | Atlético Paraná                          |
| 1972      | Liga            | Patronato                                |
| 1973      | Liga            | Patronato                                |
| 1974      | Liga            | Peñarol                                  |
| 1975      | Liga            | Atlético Paraná                          |
| 1976      | Liga            | Atlético Paraná                          |
| 1977      | Liga            | Patronato                                |
| 1978      | Liga            | Atlético Paraná                          |
| 1979      | Liga            | Atlético Paraná                          |
| 1980      | Liga            | Atlético Paraná                          |
| 1981      | Liga            | Ministerio                               |
| 1982      | Liga            | Universitario                            |
| 1983      | Liga            | Atlético Paraná                          |
| 1984      | Liga            | Patronato                                |
| 1985      | Liga            | Belgrano                                 |
| 1986      | Liga            | Belgrano                                 |
| 1987      | Liga            | Belgrano                                 |
| 1988      | Liga            | Patronato                                |
| 1989      | Liga            | Patronato                                |
| 1990      | Apertura        | Patronato                                |
| 1990      | Clausura        | Sportivo Urquiza                         |
| 1991      | Apertura        | Club Atlético Unión de Crespo            |
| 1991      | Clausura        | Patronato                                |
| 1992      | Apertura        | Patronato                                |
| 1992      | Clausura        | Patronato                                |
| 1993      | Apertura        | Sportivo Urquiza                         |
| 1993      | Clausura        | Patronato                                |
| 1994      | Apertura        | Patronato                                |
| 1994      | Clausura        | Patronato                                |
| 1995      | Apertura        | Patronato                                |
| 1995      | Clausura        | Club Atlético Unión de Crespo            |
| 1996      | Apertura        | Sportivo Urquiza                         |
| 1996      | Clausura        | Asociación Deportiva y Cultural (Crespo) |
| 1997      | Apertura        | Club Atlético Unión de Crespo            |
| 1997      | Clausura        | Club Don Bosco                           |
| 1998      | Apertura        | Patronato                                |
| 1998      | Clausura        | Sportivo Urquiza                         |
| 1999      | Liga            | Atlético Paraná                          |
| 2000      | Apertura        | Atlético Paraná                          |
| 2000      | Clausura        | Patronato                                |
| 2001      | Apertura        | Sportivo Urquiza                         |
| 2001      | Clausura        | Sportivo Urquiza                         |
| 2002      | Apertura        | Patronato                                |
| 2002      | Clausura        | Atlético Paraná                          |
| 2003      | Apertura        | Atlético Paraná                          |
| 2003      | Clausura        | Atlético Paraná                          |
| 2004      | Apertura        | Club Atlético Unión de Crespo            |
| 2004      | Clausura        | Atlético Paraná                          |
| 2005      | Apertura        | Peñarol                                  |
| 2005      | Clausura        | Atlético Paraná                          |
| 2006      | Apertura        | Belgrano                                 |
| 2006      | Clausura        | Palermo                                  |
| 2007      | Apertura        | Patronato                                |
| 2007      | Clausura        | Patronato                                |
| 2008      | Liga            | Atlético Paraná                          |
| 2009      | Apertura        | Belgrano                                 |
| 2009      | Clausura        | Belgrano                                 |
| 2010      | Apertura        | Peñarol                                  |
| 2010      | Clausura        | Peñarol                                  |
| 2011      | Liga            | Belgrano                                 |
| 2012      | Liga            | Belgrano                                 |
| 2013      | Apertura        | Belgrano                                 |
| 2013      | Clausura        | Belgrano                                 |
| 2014      | Liga            | Atlético Neuquen                         |
| 2015      | Liga            | Belgrano                                 |
| 2016      | Unidad          | Atlético Neuquen                         |
| 2016      | Oficial         | Sportivo Urquiza                         |
| 2017      | Liga            | Atlético Paraná                          |
| 2018      | Liga            | Sportivo Urquiza                         |
| 2019      | Apertura        | Belgrano                                 |
| 2019      | Clausura        | Sportivo Urquiza                         |
| 2019      | Anual           | Belgrano                                 |
| 2020      | Copa Paranaense | Atlético Paraná                          |
| 2021      | Liga            | Sportivo Urquiza                         |
| 2022      | Supercopa       | Atlético Neuquen                         |
| 2022      | Liga            | Sportivo Urquiza                         |
| 2023      | Torneo          | Belgrano                                 |
| 2023      | Copa            | Patronato                                |
| 2023      | Supercopa       | Patronato                                |
| 2024      | Liga            | Atlético Neuquen                         |
| 2024      | Copa de la Liga | Patronato                                |
| 2025      | Apertura        | Atlético Paraná                          |

## Títulos por club
| Equipo                       | Títulos | Campeonatos |
| ---------------------------- | ------- | --- |
| Patronato                    | 33      | Liga 1942, 1945, 1950, 1953, 1954, 1955, 1957, 1960, 1965, 1968, 1969, 1972, 1973, 1977, 1984, 1988, 1989, 1990 Apertura, 1991 Clausura, 1992 Apertura y Clausura, 1993 Clausura, 1994 Apertura y Clausura, 1995 Apertura, 1998 Apertura, 2000 Clausura, 2002 Apertura, 2007 Apertura y Clausura, 2023 Copa y Supercopa, 2024 Copa de la Liga |
| Atl. Paraná                  | 23      | 1951, 1956, 1961, 1962, 1963, 1971, 1975, 1976, 1978, 1979, 1980, 1983, 1979, 1999 Liga, 2000 Apertura, 2002 Clausura, 2003 Apertura y Clausura, 2004 Clausura, 2005 Clausura, 2008 Liga, 2017 Liga, 2020 Copa Paranaense, 2025 Apertura |
| Belgrano                     | 18      | 1944, 1949, 1959, 1970, 1985, 1986, 1987, 2006 Apertura, 2009 Apertura y Clausura, 2011, 2012, 2013 Apertura y Clausura, 2015, 2019 Apertura, Anual, 2023 Torneo |
| Sp. Urquiza                  | 12      | 1966 Liga, 1990 Clausura, 1993 Apertura, 1996 Apertura, 1998 Clausura, 2001 Apertura, 2001 Clausura, 2016 Oficial, 2018 Liga, 2019 Clausura, 2021 Liga, 2022 Liga |
| Ministerio                   | 7       | 1943, 1946, 1947, 1948, 1958, 1964, 1981 |
| Peñarol                      | 5       | 1967, 1974 Liga, 2005 Apertura, 2010 Apertura y Clausura |
| Atl. Neuquen                 | 4       | 2014 Liga, 2016 Unidad, 2022 Supercopa, 2024 Liga |
| Unión de Crespo (*)          | 4       | 1991 Apertura, 1995 Clausura, 1997 Apertura, 2004 Apertura |
| Universitario                | 2       | 1952, 1982 |
| Palermo                      | 1       | Clausura 2006 |
| Don Bosco                    | 1       | Clausura 1997 |
| Asoc. Cultural de Crespo (*) | 1       | Clausura 1996 |

- (*) Actualmente participan de la Liga de Fútbol de Paraná Campaña.